# Ogiva od Luksemburga
Ogiva od Luksemburga (Ogive, Otgiva) bila je pripadnica Dinastije Luksemburgovaca i grofica Flandrije. Bila je kći Fridrika od Luksemburga i njegove supruge Irmtrude od Wetteraua. Vjerojatno je rođena 995. te se čini da je bila jedno od Fridrikove najstarije djece.
Ogiva se udala za Balduina IV., grofa Flandrije, koji je htio „ojačati” svoju vezu s kraljevskom dinastijom ženidbom s ovom nećakinjom kraljice Kunigunde od Njemačke. Sin Ogive i njezinog muža također se zvao Balduin, a rođen je 1012.
Umrla je 1030. te je pokopana u opatiji svetog Petra u Gentu.